# Бежко, Пётр Максимович
Пётр Максимович Бежко (21 января 1900 года, ст. Нововеличковская, Темрюкский отдел, Кубанская область — 19 октября 1962 года, Москва) — советский военный деятель, генерал-майор (4 февраля 1943 года).

## Начальная биография
Пётр Максимович Бежко родился 21 января 1900 года в станице Нововеличковская ныне Динского района Краснодарская края в семье бедного казака. Осиротел в 11 лет.

## Военная служба

### Первая мировая и гражданская войны
В августе 1917 года призван в ряды армии, после чего в составе 5-го ударного батальона принимал участие в боевых действиях на Юго-Западном фронте. С декабря лечился в госпитале по болезни.
21 января 1918 года добровольно вступил рядовым в красногвардейский отряд Рогачева в составе 2-го Северо-Кубанского полка, после чего в период с февраля по март принимал участие в боевых действиях против войск под командованием атамана А. П. Филимонова и генерала Л. Г. Корнилова в районе Екатеринодара и Ейск, станицы Копанская и др. 18 апреля избран командиром эскадрона этого отряда.
В начале сентября 1919 года П. М. Бежко был назначен на должность командира отделения в составе 1-го эскадрона 1-го Таманского кавалерийского полка (11-я армия), после чего участвовал в боях на территории Кубанской и Терской областей и затем отступал через Астраханские степи.
В начале ноября 1919 года П. М. Бежко в 38-й кавалерийский полк (7-я кавалерийская дивизия), в составе которого служил рядовым и командиром взвода и принимал участие в боевых действиях против войск под командованием генералов А. И. Деникина и П. Н. Врангеля в районе Царицына и Ставрополя, на Северном Кавказе и в Кубанской области, а также — против вооружённых формирований под руководством Н. И. Махно на территории Украины и Крыма.
В марте 1921 года направлен на учёбу на курсы усовершенствования командного состава в Симферополе, однако в сентябре того же года переведён на 10-е Новочеркасские командные кавалерийские курсы, тогда же назначен старшиной 2-го эскадрона курсантов. После окончания курсов в сентябре 1922 года направлен в распоряжение штаба Туркестанского фронта и в октябре назначен на должность командира взвода в составе 3-го кавалерийского полка (1-я отдельная Туркестанская бригада) и принимал участие в боевых действиях против басмачества на территории Западной и Восточной Бухары.
В 1922 году вступил в ряды РКП(б).

### Межвоенное время
В сентябре 1924 года П. М. Бежко направлен на учёбу в Объединенную военную школу имени С. С. Каменева в Киеве, после окончания которой в августе 1926 года назначен на должность командира взвода в составе 48-го кавалерийского полка (11-я Гомельская кавалерийская дивизия), дислоцированного в Троицке. В сентябре 1927 года направлен на учёбу на Ленинградские военно-политические курсы имени Ф. Энгельса, после окончания которых в сентябре 1928 года вернулся в полк и назначен помощником командира эскадрона по политчасти, в сентябре 1930 года переведён на ту же должность в отдельный кавалерийский эскадрон в составе 32-й стрелковой дивизии (Приволжский военный округ), а в августе 1932 года назначен командиром и комиссаром этого эскадрона. В период с февраля по июнь 1933 года проходил подготовку на кавалерийских курсах усовершенствования командного состава РККА в Новочеркасске, после окончания которых вернулся в 32-ю стрелковую дивизию, которая вскоре была передислоцирована на Дальний Восток и включена в состав ОКДВА. В марте 1936 года назначен на должность командира отдельного разведывательного батальона в составе 92-й стрелковой дивизии с дислокацией на станции Барабаш.
30 ноября 1938 года Пётр Максимович Бежко был уволен в запас по ст. 43, п. «а», после чего жил в Ульяновске и работал инспектором-ремонтером по фонду лошадей РККА в Ульяновской конебазе Куйбышевской областной конторы «Заготконь», однако 10 февраля 1940 года был восстановлен в кадрах РККА и назначен на должность помощника командира по материальному обеспечению 496-го стрелкового полка (148-я стрелковая дивизия), дислоцированного в Энгельсе.

### Великая Отечественная война
С началом войны дивизия 26 июня 1941 года направлена на Западный фронт и со 2 июля вела участие в боевых действиях в районе Чаус и Кричева, а с 7 июля участвовала в ходе Смоленском сражении. В том же месяце майор П. М. Бежко назначен на должность командира этого же 496-го стрелкового полка, который до августа вместе с дивизией отступал по направлению на восточный берег реки Сож и затем вел боевые действия в районах Климовичи, Клинцы, Рославль, Трубчевск и Брянск. С 25 сентября полк под командованием П. М. Бежко участвовал в Орловско-Брянской оборонительной операции, в ходе которой в октябре полк был передан в состав 280-й стрелковой дивизии и вел бои в окружении в районе Почепа и в Борщевских лесах, из которого прорывался по направлению на ст. Навля. В декабре майор П. М. Бежко во главе группы из десяти человек с оружием, документами и в форме перешел линию фронта в районе г. Алексин на участке обороны 49-й армии и вскоре назначен на должность командира 3-го гвардейского мотострелкового полка (1-я гвардейская Московская мотострелковая дивизия), после чего принимал участие в ходе контрнаступления под Москвой и освобождения городов Наро-Фоминск, Боровск и Верея. 12 февраля 1942 года был тяжело ранен, после чего лечился в госпитале. После выздоровления 10 мая вернулся на прежнюю должность командира 3-го гвардейского мотострелкового полка.
3 июля 1942 года направлен на учёбу на ускоренный курс Высшей военной академии имени К. Е. Ворошилова, дислоцированной в Уфе, после окончания которого 25 ноября назначен на должность командира 107-й стрелковой дивизии, которая с 12 января 1943 года принимала участие в ходе Острогожско-Россошанской и Харьковской наступательных операций, прорыва обороны войск противника на сторожевском плацдарме на Дону и освобождении городов Коротояк, Острогожск, Старый Оскол и Грайворон, однако в марте была вынуждена отступить в связи наступлением войск противника и 23 марта заняла оборонительный рубеж в районе г. Короча. Во время Белгородско-Харьковской наступательной операции дивизия под командованием П. М. Бежко принимала участие в освобождении Белгорода и Харькова, и затем — в Житомирско-Бердичевской и Проскуровско-Черновицкой наступательной операции.
В июне 1944 года генерал-майор П. М. Бежко был освобождён от занимаемой должности и зачислен в распоряжение Военного совета 1-го Украинского фронта и 5 июля назначен на должность командира 276-й стрелковой дивизии, которая вскоре принимала участие в боевых действиях в ходе Львовско-Сандомирской, Восточно-Карпатской, Карпатско-Дуклинской, Карпатско-Ужгородской, Западно-Карпатской и Моравско-Остравской наступательных операций.

### Послевоенная карьера
С июля 1945 года лечился в санатории, и после выздоровления с октября 1945 года находился в распоряжении Главного управления кадров НКО и в январе 1946 года назначен на должность командира 25-й механизированной дивизии (Прикарпатский военный округ), дислоцированной в г. Каменец-Подольский.
С мая 1946 года лечился в туберкулёзных санаториях и после выздоровления в сентябре того же года назначен на должность начальника курса командиров батальонов курсов «Выстрел».
Генерал-майор Пётр Максимович Бежко 26 августа 1958 года вышел в запас. Умер 19 октября 1962 года в Москве. Похоронен на городском кладбище Солнечногорска Московской области.

## Награды
- Два ордена Ленина (10.01.1944, 21.02.1945);
- Четыре ордена Красного Знамени (23.08.1943, 03.11.1944, 22.02.1945, 20.06.1949);
- Орден Суворова 2 степени (08.02.1943);
- Орден Кутузова 2 степени (23.05.1945);
- Орден Красной Звезды (21.02.1942);
- Медали.

## Память
В селе Каплино (Белгородская область) в честь П. М. Бежко названа улица.